# Número de Froude
En mecánica de fluidos, el número de Froude ({\displaystyle \mathrm {Fr} }) es un número adimensional que relaciona el efecto de las fuerzas de inercia y las fuerzas de gravedad que actúan sobre un fluido.

## Etimología
Debe su nombre al ingeniero hidrodinámico y arquitecto naval inglés William Froude (1810 - 1879).

## Descripción
{\displaystyle \mathrm {Fr} ^{2}={\frac {\text{fuerzas de inercia}}{\text{fuerzas de gravedad}}}}
{\displaystyle \mathrm {Fr} ^{2}={\frac {mu\ (u/L)}{mg}}}
| Símbolo           | Nombre                     | Unidad |
| ----------------- | -------------------------- | ------ |
| {\displaystyle g} | Aceleración de la gravedad | m / s2 |
| {\displaystyle u} | Velocidad                  | m / s  |
| {\displaystyle L} | Calado                     | m      |

## Número de Froude en canales abiertos

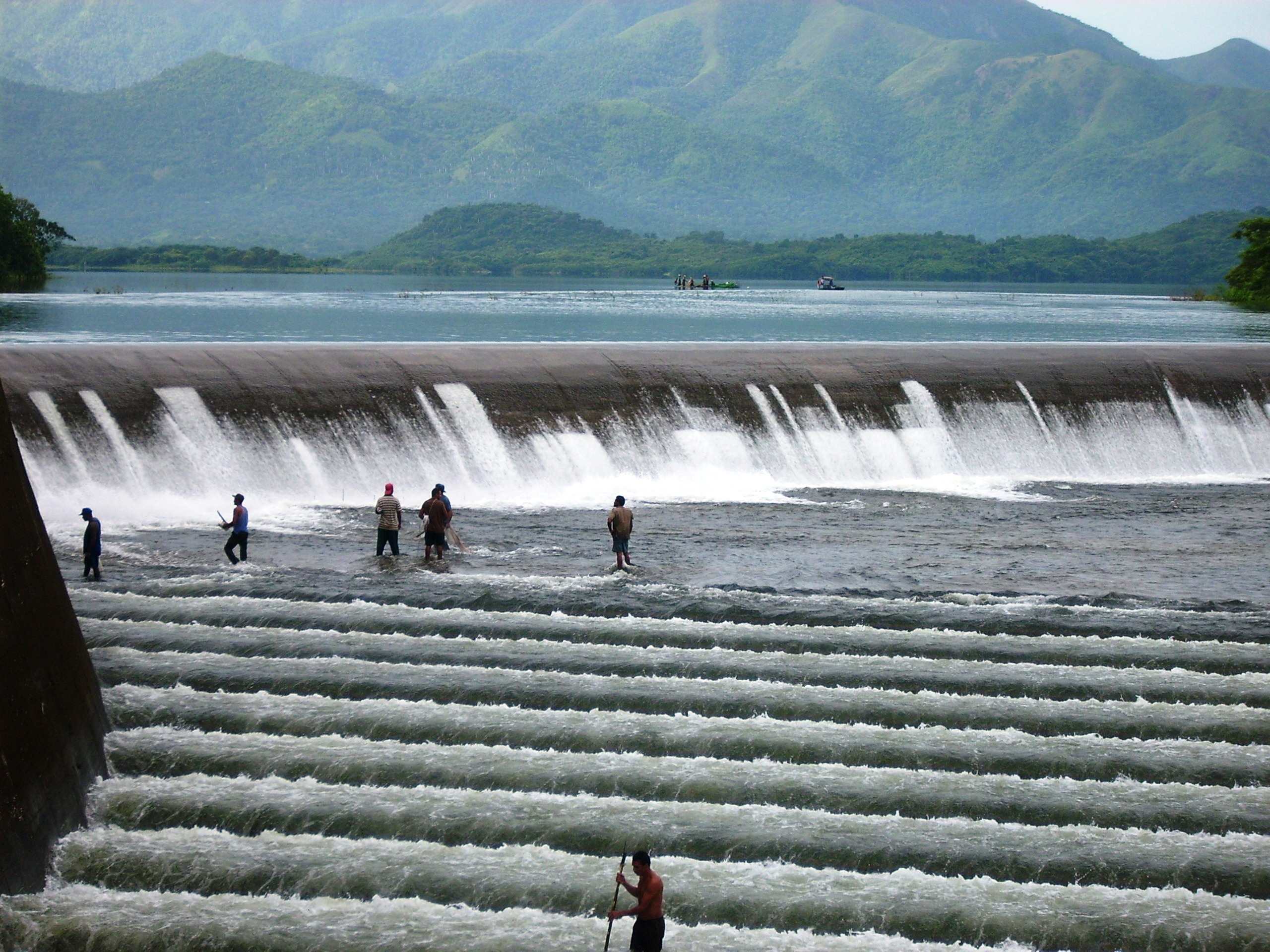
En la zona más alta del aliviadero, justo antes de caer el agua, se cumple que por lo que el régimen es crítico.

El número de Froude en canales abiertos nos informa del estado del flujo hidráulico. El número de Froude en un canal se define como:
| Símbolo                       | Nombre                                   | Unidad |
| ----------------------------- | ---------------------------------------- | ------ |
| {\displaystyle \mathrm {Fr} } | Número de Froude                         |        |
| {\displaystyle g}             | Aceleración de la gravedad               | m / s2 |
| {\displaystyle u}             | Velocidad media de la sección del canal  | m / s  |
| {\displaystyle D_{H}}         | Calado hidráulico                        | m      |
| {\displaystyle A}             | Área de la sección transversal del flujo | m2     |
| {\displaystyle T}             | Ancho de la lámina libre                 | m      |

Siendo:
- {\displaystyle D_{H}} - calado hidráulico ({\displaystyle A/T})

En el caso de que:
| Valor                           | Régimen del flujo     |
| ------------------------------- | --------------------- |
| {\displaystyle \mathrm {Fr} >1} | Supercrítico (Rápido) |
| {\displaystyle \mathrm {Fr} =1} | Crítico               |
| {\displaystyle \mathrm {Fr} <1} | Subcrítico (Lento)    |